# Гуральник Аркадій Ілліч
Аркадій Ілліч Гуральник (рос. Аркадий Ильич Гуральник; 18 травня 1931, Калинівка, Вінницька область — 23 березня 1999, Хотьково) — радянський російський шашковий композитор українського походження. Майстер спорту СРСР із шашкової композиції (1968).

## Біографія

### Кар'єра
Закінчив Львівське загальновійськове училище. У 1973 році пішов у запас у званні майора. Після служби жив у Московській області: спочатку в Загорську, потім у Хотькові. Учень заслуженого тренера СРСР Абрама Йосиповича Віндермана.
Учасник чемпіонатів СРСР із шашкової композиції: 4 місце на I чемпіонаті, 5 місце — на 4-му, 9-е — на 5-му. Посів третє місце на 19-му Всесоюзному конкурсі 1985 року. Чемпіон Москви 1980 року.